# Алакуль (озеро)
Алакуль — солоноватое озеро в России, расположенное в Щучанском районе Курганской области, в междуречье Тобола и Миасса.

## Описание
Озеро континентальное, замкнутое, солоноватое. В центре озера расположен остров. Водоём имеет округлую чашеобразную форму. Водосборная площадь в основном представлена лугами, пастбищами и лиственными колками. Питание озера за счёт паводков и атмосферных осадков. Берега низменные, очертания береговой линии плавные. Нарастание глубины также идет плавно. Надводная растительность представлена тростником бордюрного типа, осоками и другими видами. Зарастаемость надводной растительностью до 15 %. Иловые отложения около 30 см. В летний период отмечается цветение синезелёных водорослей. Озеро периодически заморное.

## Животный мир
Аборигенная ихтиофауна представлена карасем и гольяном. Ежегодно озеро зарыбляется сиговыми породами рыб, акклиматизирован карп.

## Путь к озеру
По федеральной автомобильной дороге Р254 «Иртыш»: повернуть на север в сторону сёл Пивкино (поворот расположен ближе к Челябинску) или Петрушино (ближе к Кургану). Между дорогами к указанным сёлам есть просёлочная дорога, ведущая непосредственно к озеру.
По трассе Екатеринбург—Кунашак—Бродокалмак—Шумиха. Через 12 км после поворота на село Каясан уйти на юг по автодороге Пивкино-Петрушино. Между этими населёнными пунктами находится озеро Алакуль, дорога около трех километров идет вдоль берега озера. К озеру можно подъехать с северной стороны по лесной дороге с трассы Каясан—Щучье.
Расстояние от Екатеринбурга: 254 км по автодороге с усовершенствованным покрытием, 6 км по хорошей автодороге.

## Населённые пункты
Непосредственно на берегу озера имеется изба. На западе от озера расположено село Пивкино, на востоке — село Петрушино. Также к юго-западу от озера в 4 километрах находится железнодорожная станция Пивкино, а к юго-востоку станция Алакуль.